# Ettenheim
Ettenheim est une ville allemande de l'arrondissement de l'Ortenau dans le pays de Bade, land de Bade-Wurtemberg.

## Géographie
Située entre le Fossé rhénan et les contreforts du massif de la Forêt-Noire, Ettenheim est traversée par l'Ettenbach.
La ville est divisée en six quartiers (Stadtteile) :
- Ettenheim (Centre-ville)
- Altdorf
- Ettenheimmünster
- Ettenheimweiler
- Münchweier
- Wallburg

## Histoire
Ettenheim fut un des foyers de l'Émigration pendant la Révolution française. Le duc d'Enghien, Louis-Antoine de Bourbon-Condé, membre de la Maison royale, à qui l'on avait dit de se tenir le long du Rhin s'y était réfugié. C'est là qu'il fut enlevé par les troupes françaises, le 15 mars 1804, avant d'être jugé et exécuté au fort de Vincennes le 21 mars suivant.

## Personnalités liées à la ville
- Le cardinal de Rohan, l’un des protagonistes de l’affaire du collier de la reine, émigré, y est mort en 1803.
- Isolde Wawrin (née en 1949 à Altdorf), artiste peintre et dessinatrice.
- Thomas Seitz (né en 1967 à Ettenheim), homme politique.

## Jumelage
- Benfeld (France)